# Bustamita
La bustamita o buchstamita és un mineral de la classe dels inosilicats.
Va ser descoberta a la Mina de Franklin, al comtat de Sussex de l'estat de Nova Jersey (Estats Units) i va ser descrita l'any 1826 per Alexandre Brongniart, que ho va nomenar en memòria del botànic i mineralogista mexicà Miguel Bustamante i Septiem (1790–1844).

## Característiques
Pertany al grup de la wol·lastonita, sent l'anàleg amb manganès de la ferrobustamita. Sol tenir com a impureses donant-li tonalitats de color les següents: magnesi, zinc i ferro.
Segons la classificació de Nickel-Strunz, la bustamita pertany a «09.DG - Inosilicats amb 3 cadenes senzilles i múltiples periòdiques» juntament amb els següents minerals: ferrobustamita, pectolita, serandita, wol·lastonita, wol·lastonita-1A, cascandita, plombierita, clinotobermorita, riversideïta, tobermorita, foshagita, jennita, paraumbita, umbita, sørensenita, xonotlita, hil·lebrandita, zorita, chivruaïta, haineaultita, epididimita, eudidimita, elpidita, fenaksita, litidionita, manaksita, tinaksita, tokkoïta, senkevichita, canasita, fluorcanasita, miserita, frankamenita, charoïta, yuksporita i eveslogita.
Per emmagatzemar-ho en col·leccions s'ha de tenir en un lloc que no li toqui la llum solar, doncs aquesta fa que el color rosa es vagi esvaint.

## Formació i jaciments
Apareix mitjançant metasomatisme associat a dipòsits de minerals de manganès metamorfitzats, típicament en skarns. Als territoris de parla catalana ha estat descrita a les mines Serrana (El Molar) i Joaquina Primera (Bellmunt del Priorat), totes dues al Priorat.
Minerals als quals normalment apareix associat: wol·lastonita, rodonita, johannsenita, grossulària, glaucocroïta, diòpsid i calcita.